# Crithagra reichenowi
Il canarino di Reichenow (Crithagra reichenowi (Salvadori, 1888)) è un uccello passeriforme della famiglia Fringillidae.

## Etimologia
Il nome scientifico della specie, reichenowi, venne scelto in omaggio all'ornitologo tedesco Anton Reichenow.

## Descrizione

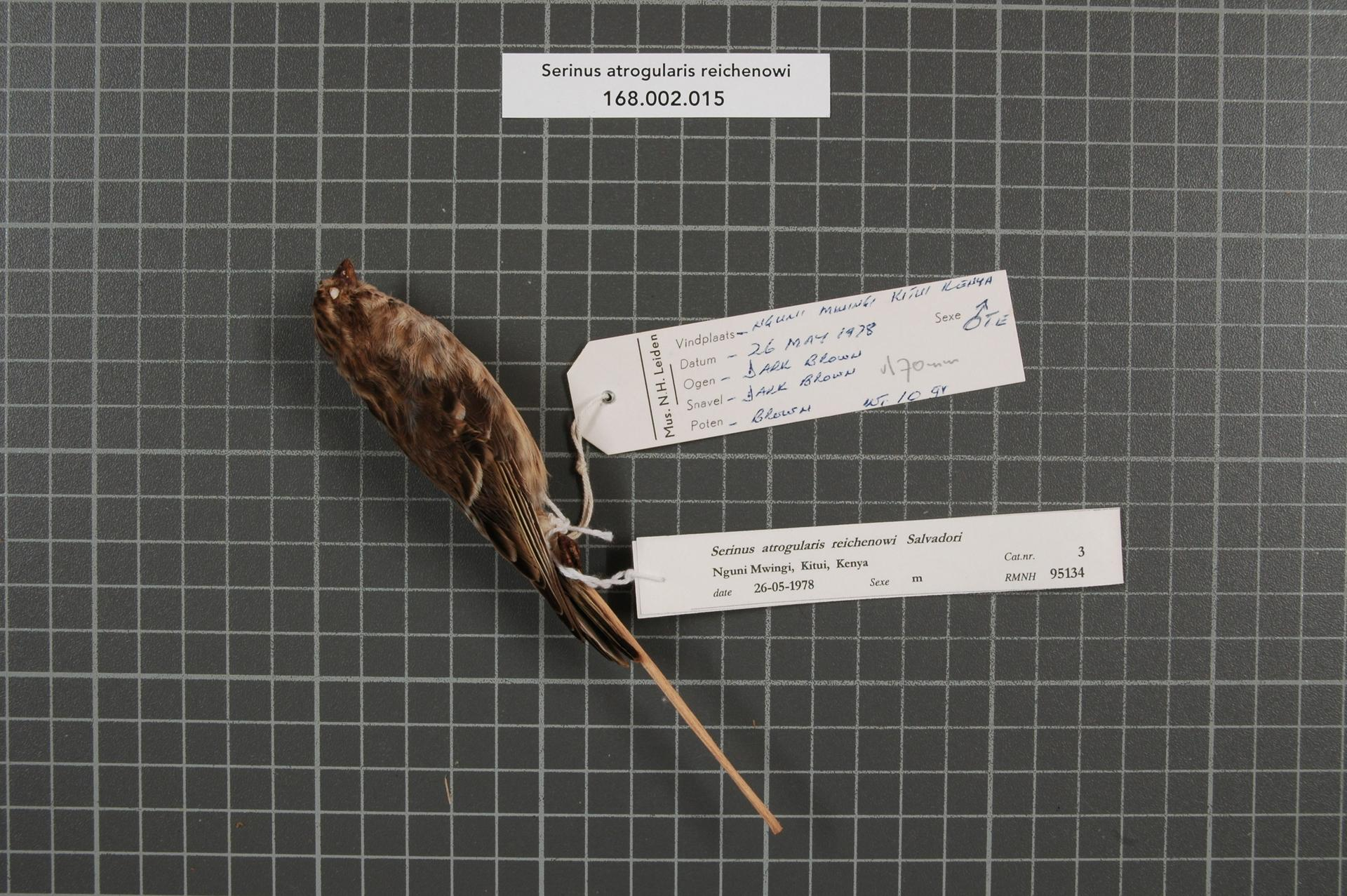
Veduta laterale di maschio impagliato.

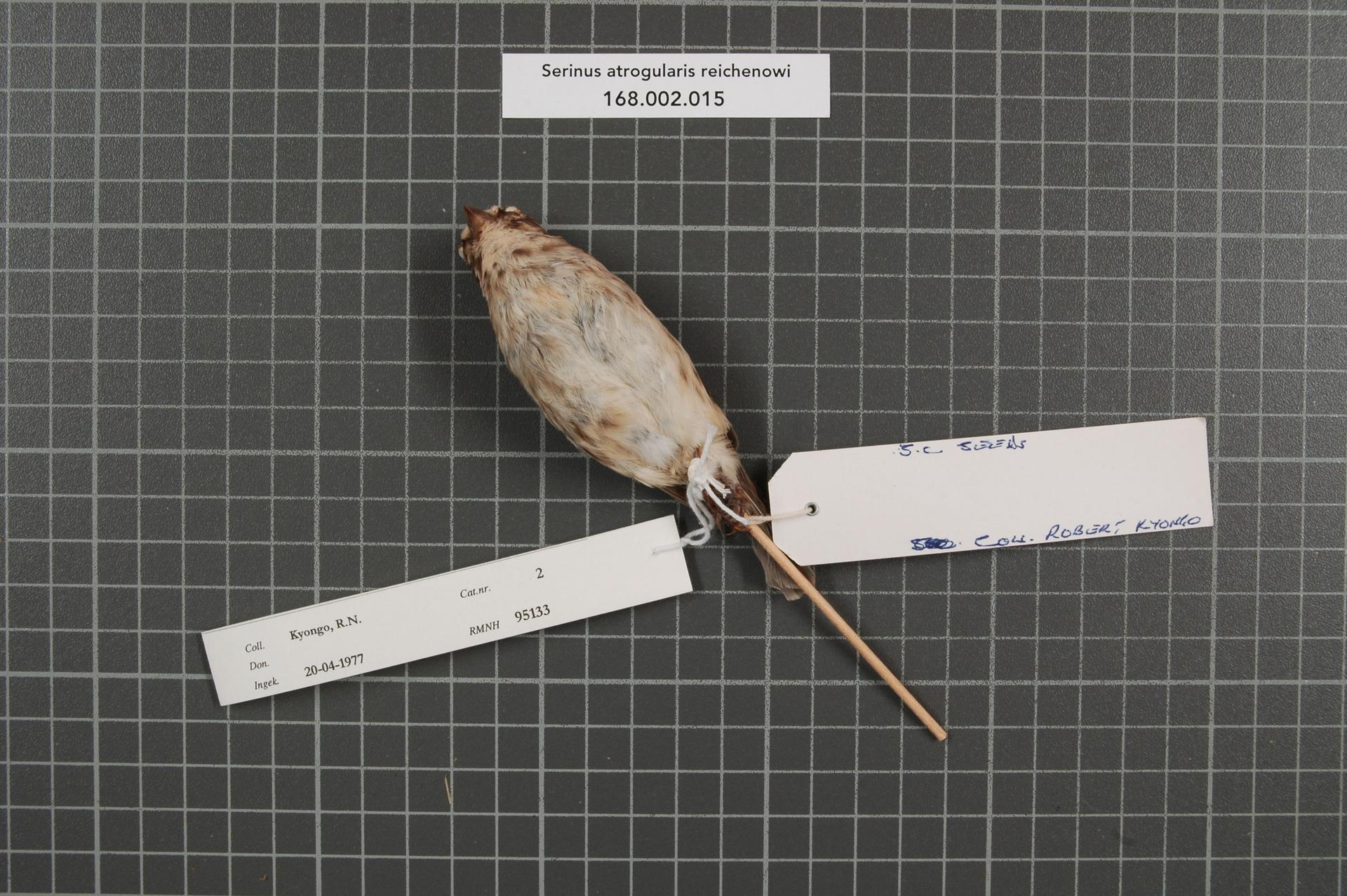
Veduta ventrale di maschio impagliato.

### Dimensioni
Misura 10–11 cm, per un peso di 9,5-13 g.

### Aspetto
Si tratta di uccelletti dall'aspetto slanciato, muniti di becco conico, testa arrotondata, ali appuntite e coda dalla punta lievemente forcuta.

Il piumaggio è di colore bruno su testa e area dorsale, con le singole penne dalla punta nera a dare un effetto screziato: sopracciglio, area perioculare, gola, petto e ventre sono biancastri, mentre fronte, mustacchio, coda e ali sono di colore bruno scuro (queste ultime con penne orlate di biancastro), e il codione è invece di colore giallo carico.

## Biologia
Si tratta di uccelli dalle abitudini diurne, che vivono da soli, in coppie o in gruppetti e passano la maggior parte della giornata al suolo, fra l'erba alta o fra i rami alla ricerca di cibo.

### Alimentazione

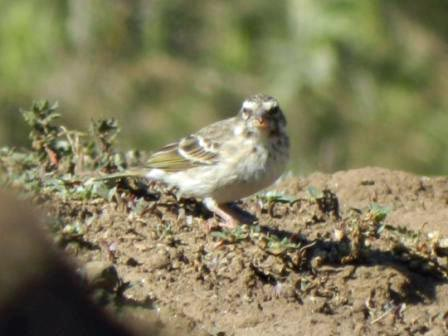
Esemplare si nutre al suolo nel sud del Kenya.

La dieta di questi uccelli è stata finora poco studiata ma è quasi sicuramente in gran parte granivora, basata sui semi di piante erbacee ma comprendente anche altro materiale di origine vegetale (piccoli fiori, germogli, foglioline, bacche, frutti) e di tanto in tanto anche piccoli invertebrati.

### Riproduzione
La stagione riproduttiva di questi uccelli va da dicembre a luglio: si tratta di uccelli monogami, coi maschi che conquistano la compagna cantando a squarciagola da posatoi in evidenza.
La costruzione del nido (una coppa di fibre vegetali intrecciate alla biforcazione di un ramo) e la cova delle uova sono a completo carico della femmina, mentre il maschio si occupa di rimanere a guardia nei pressi e di reperire il cibo per entrambi: la cova dura circa due settimane, al termine delle quali schiudono pulli ciechi ed implumi, i quali vengono accuditi da entrambi i genitori per circa tre settimane, dopodiché sono pronti per l'involo e virtualmente indipendenti.

## Distribuzione e habitat

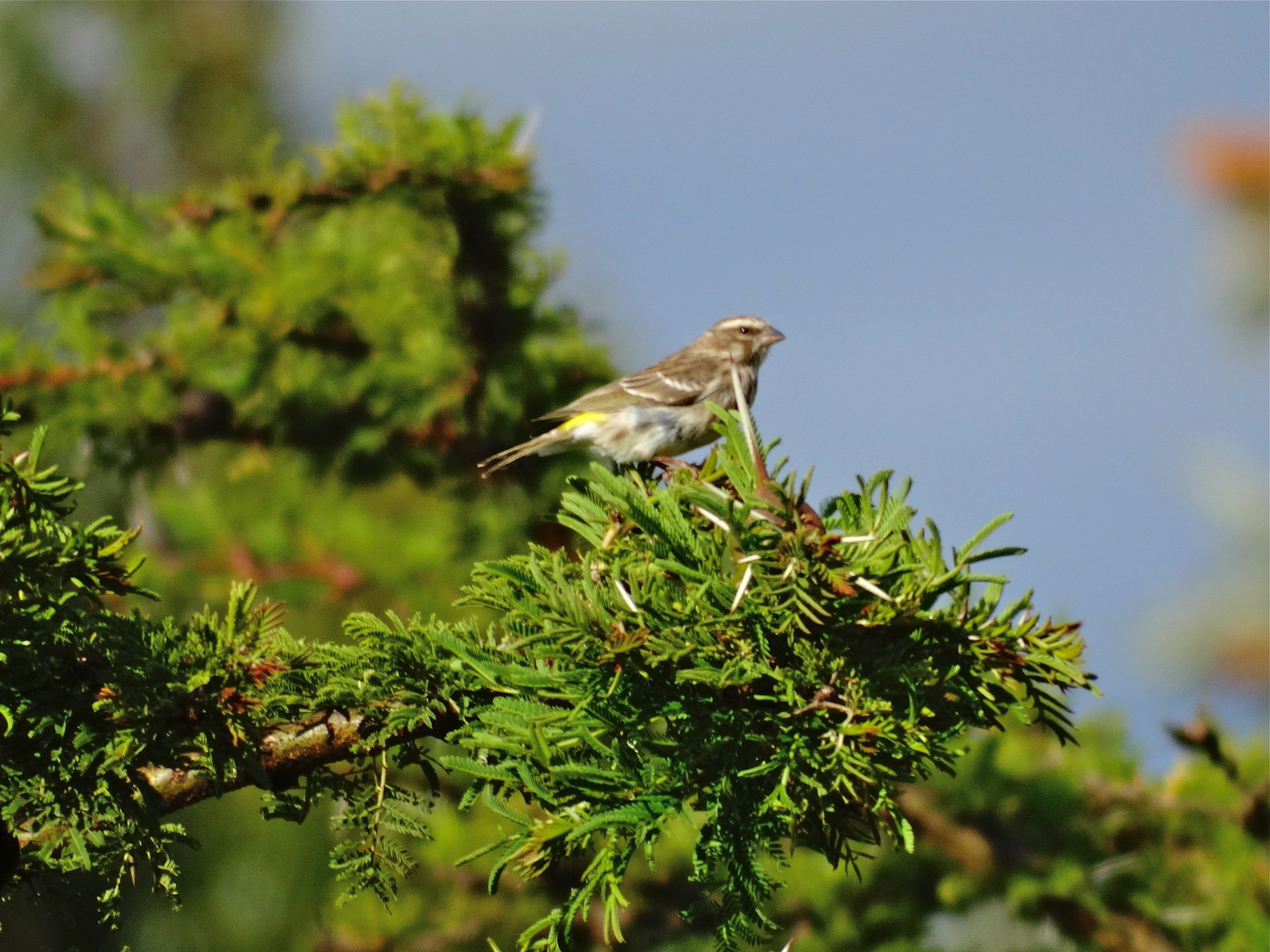
Esemplare in natura nei pressi di Nanyuki.

Il canarino di Reichenow vive in Africa orientale, da Gibuti all'estrema punta sud-orientale del Sud Sudan attraverso l'Etiopia, a sud fino alla Tanzania meridionale e ad est fino alle coste della Somalia centrale.
L'habitat di questi uccelli è rappresentato dalle aree di savana arida e semiarida con rada copertura cespugliosa ed arborea.

## Sistematica
Il canarino di Reichenow risulta affine al beccasemi groppagialla (col quale vive in simpatria in alcune zone del proprio areale, senza tuttavia interagire o associarsi con esso) e al canarino golanera (del quale veniva in passato considerato una sottospecie col nome di C. atrogularis reichenowi), coi quali forma una superspecie.
Le popolazioni dell'area costiera somala (area di Afgoi), di dimensioni minori e maggiore estensione del bianco ventrale, vengono da alcuni considerati una sottospecie a sé stante col nome di C. r. hilgerti, tuttavia la specie viene generalmente considerata monotipica.